# Ornella Oettl Reyes
Ornella Oettl Reyes (ur. 14 grudnia 1991 w Monachium) – peruwiańska narciarka alpejska, olimpijka.
Oettl Reyes na Zimowych Igrzyskach Olimpijskich 2010 w Vancouver wystąpiła w dwóch konkurencjach, jednak żadnej nie ukończyła.
Oettl Reyes dwa razy brała udział w mistrzostwach świata. Jej najlepszym wynikiem na zawodach tej rangi jest 65. miejsce w slalomie osiągnięte podczas Mistrzostw Świata 2013 w austriackim Schladming.
Oettl Reyes nie startowała w Pucharze Świata.

## Osiągnięcia

### Igrzyska olimpijskie
| Miejsce | Dzień     | Rok  | Miejscowość     | Konkurencja | Czas biegu | Strata | Zwycięzca           |
| ------- | --------- | ---- | --------------- | ----------- | ---------- | ------ | ------------------- |
| DNF2    | 25 lutego | 2010 | Whistler        | Gigant      | 2:27,97    | -      | Viktoria Rebensburg |
| DNF2    | 26 lutego | 2010 | Whistler        | Slalom      | 1:42,89    | –      | Maria Höfl-Riesch   |
| 57.     | 18 lutego | 2014 | Krasnaja Polana | Gigant      | 2:36,87    | +26,45 | Tina Maze           |
| DNF1    | 21 lutego | 2014 | Krasnaja Polana | Slalom      | 1:44,54    | -      | Mikaela Shiffrin    |
| 46.     | 7 lutego  | 2022 | Pekin           | Gigant      | 1:55,69    | +28,35 | Sara Hector         |
| 44.     | 9 lutego  | 2022 | Pekin           | Slalom      | 1:44,98    | +19,61 | Petra Vlhová        |

### Mistrzostwa świata
| Miejsce | Dzień     | Rok  | Miejscowość       | Konkurencja | Czas biegu | Strata | Zwycięzca             |
| ------- | --------- | ---- | ----------------- | ----------- | ---------- | ------ | --------------------- |
| 70.     | 19 lutego | 2011 | Ga-Pa             | Gigant      | 2:20,54    | -      | Tina Maze             |
| DSQ1    | 19 lutego | 2011 | Ga-Pa             | Slalom      | 1:45,79    | -      | Marlies Schild        |
| DSQ1    | 14 lutego | 2013 | Schladming        | Gigant      | 2:08,06    | -      | Tessa Worley          |
| 65.     | 16 lutego | 2013 | Schladming        | Slalom      | 1:39,85    | -      | Mikaela Shiffrin      |
| 71.     | 12 lutego | 2015 | Vail/Beaver Creek | Gigant      | 2:19,16    | -      | Anna Fenninger        |
| DNF1    | 14 lutego | 2015 | Vail/Beaver Creek | Slalom      | 1:38,48    | -      | Mikaela Shiffrin      |
| 68.     | 16 lutego | 2017 | Sankt Moritz      | Gigant      | 2:05,55    | -      | Tessa Worley          |
| DNF1    | 18 lutego | 2017 | Sankt Moritz      | Slalom      | 1:37,27    | -      | Mikaela Shiffrin      |
| 75.     | 14 lutego | 2019 | Åre               | Gigant      | 2:01,97    | -      | Petra Vlhová          |
| DNF1    | 16 lutego | 2019 | Åre               | Slalom      | 1:57,05    | -      | Mikaela Shiffrin      |
| DNF1    | 18 lutego | 2021 | Cortina d’Ampezzo | Gigant      | 2:30,66    | -      | Lara Gut-Behrami      |
| 36.     | 20 lutego | 2021 | Cortina d’Ampezzo | Slalom      | 2:30,66    | +25,30 | Katharina Liensberger |